# Marco Gómez
Marco Antonio Gómez y Garduño (Ciudad de México; 27 de abril de 1984) es un futbolista Mexicano que juega como Centrocampista en el Club de Fútbol Ballenas Galeana de la Segunda División de México.

## Trayectoria
Producto de las divisiones juveniles del Club América, debutó para el equipo de primera división, el 8 de mayo de 2005 en un partido contra el Atlas que su club ganó 5-2. Haciendo su debut profesional en el mítico Estadio Azteca en la Ciudad de México , jugó un total de 13 minutos, que se desarrollaría en sustitución de sobresaliente argentino Claudio López . Después de su debut, a pesar de que queda en el primer equipo, ha aparecido en sólo dos partidos más, en parte debido a la feroz competencia que enfrentó de los compañeros como Kléber Boas , campeón del Clausura 2005 con gol; el ya mencionado López. 
El 11 de junio de 2007, no entró en el proyecto del club y fue mandado al San Luis FC . En diciembre de 2008 se firmó un contrato con el Club Necaxa. También jugó por un tiempo en la Selección Mexicana.
Desciende con Necaxa pero no entra en planes y regresaría a San Luis dueño de su carta sin embargo fue cedido al Querétaro FC, y después se anunció su traspaso al Mérida FC de la liga de ascenso donde estuvo por dos años y para el Apertura 2010 se fue por seis meses al Club Zacatepec y en la actualidad juega en el Ballenas Galeana en la franquicia de la segunda división.

## Clubes
| Club                  | País   | Año       | Partidos | Goles |
| --------------------- | ------ | --------- | -------- | ----- |
| Club América          | México | 2005-2007 | 3        | 0     |
| San Luis Fútbol Club  | México | 2007-2008 | 6        | 0     |
| Club Necaxa           | México | 2009      | 12       | 1     |
| Querétaro Fútbol Club | México | 2010-2011 | 7        | 0     |
| Mérida FC             | México | 2011-2013 | 50       | 0     |
| Club Zacatepec        | México | 2013      | 7        | 0     |
| Ballenas Galeana      | México | 2014 -    | 4        | 0     |

## Estadísticas

### Resumen estadístico
| Competencia                | Partidos | Goles |
| -------------------------- | -------- | ----- |
| Primera División de México | 28       | 1     |
| Liga de Ascenso de México  | 61       | 0     |
| Total                      | 89       | 1     |